# Mühltor (Bautzen)

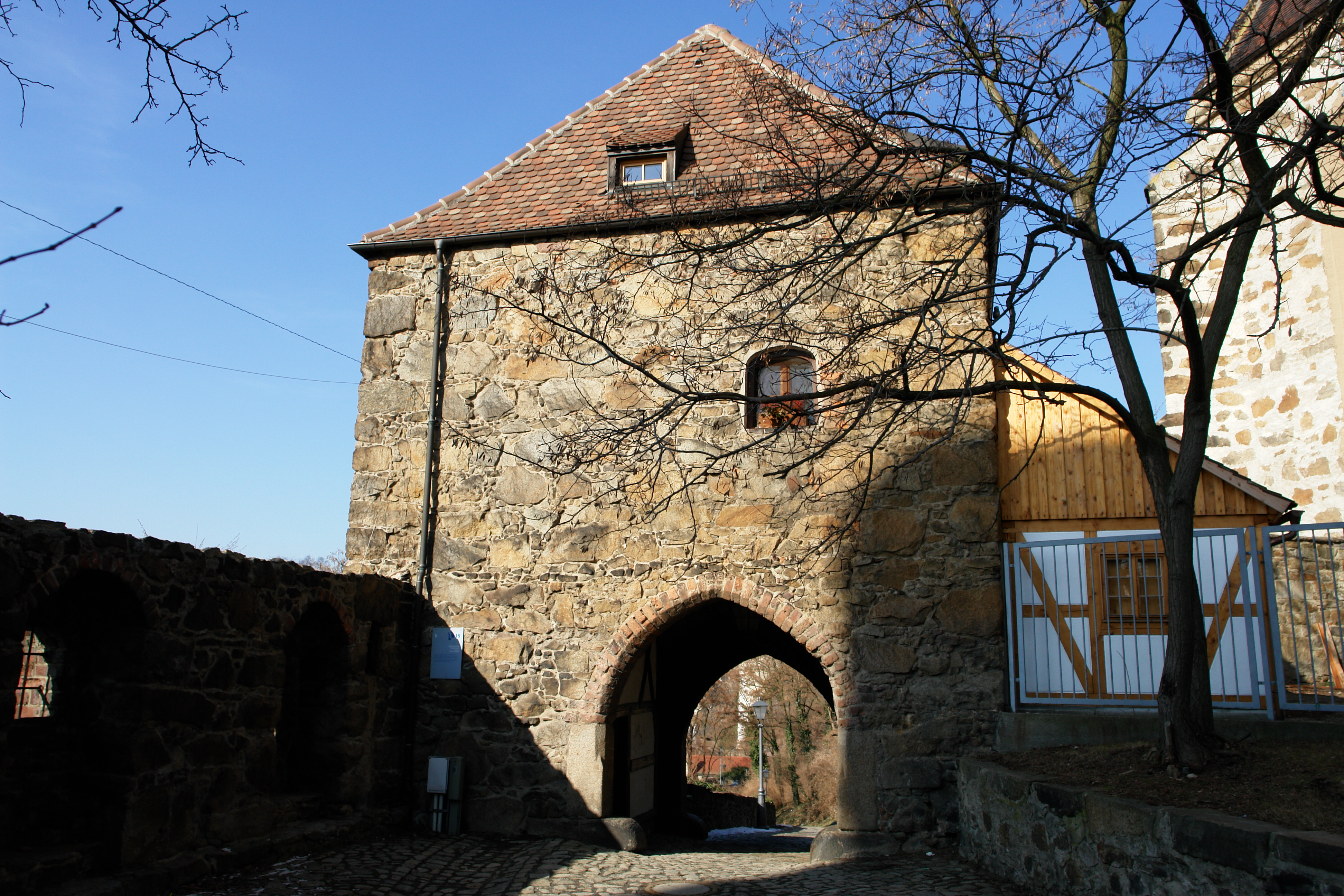
Stadtseite

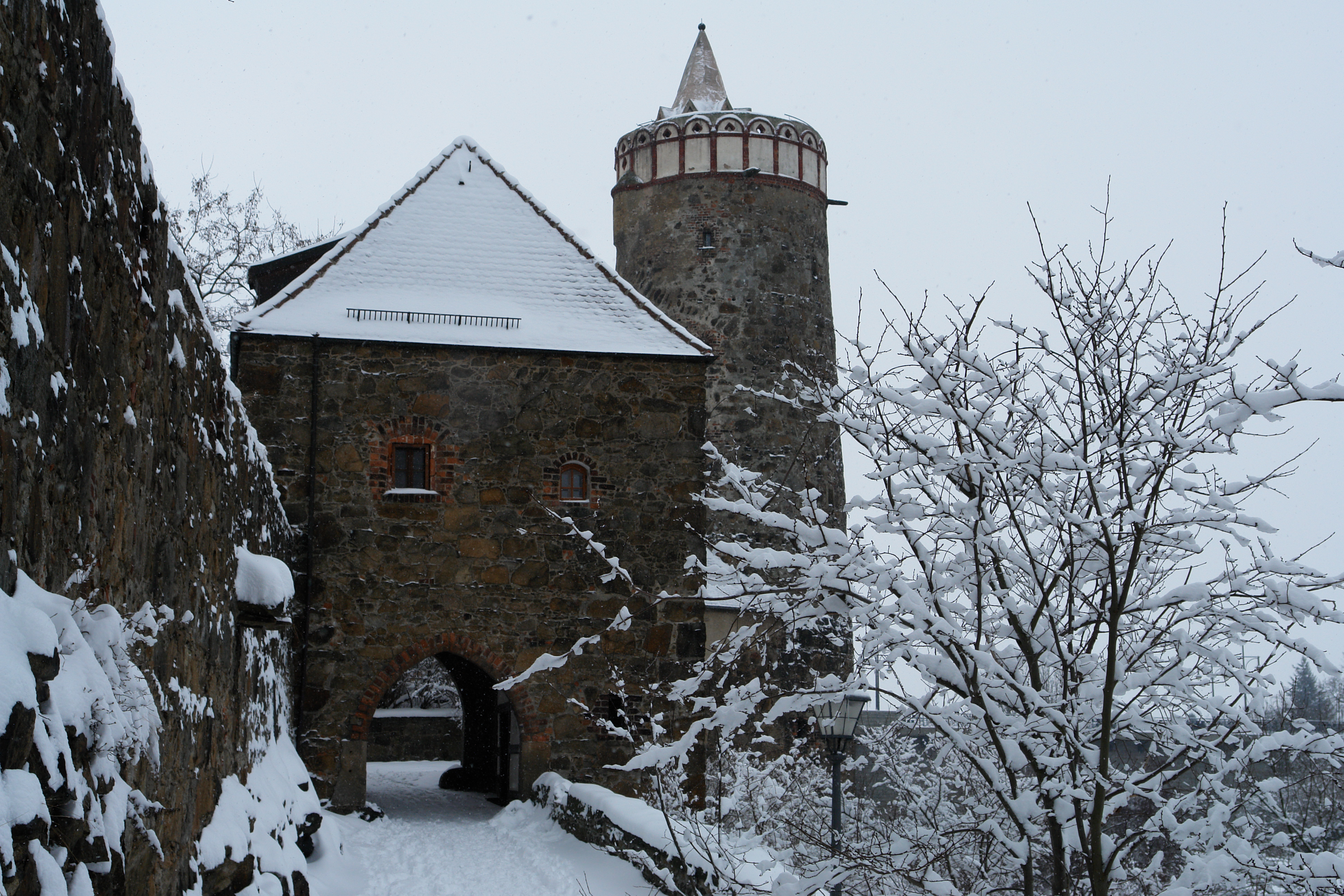
Außerhalb der Stadtmauer

Das Mühltor, sorbisch Młynske wrotaⓘ, ist ein historisches Stadttor in Bautzen und gilt als das kleinste der mittelalterlichen Tore der Stadt. Es stellt den einzigen Zugang zur Stadt von der Westseite dar und wurde nach den Hussitenbelagerungen in den Jahren 1429 und 1431 errichtet. Es war wahrscheinlich als Ausfalltor für künftige Verteidigungen des westlichen Abschnitts der Stadtmauer gedacht.
Ursprünglich als „Eselstor“ bekannt, verdankt es seinen Namen dem Weg, der vom Spreetal hinauf zum Wendischen Kirchhof führte, dem sogenannten Eselsberg. Über diesen Weg wurden Mehl und Getreide auf Eseln zwischen der Stadt und den Mühlen im Spreetal transportiert.
Das Tor erhielt seine heutige Form im Jahr 1606. Die Fassade des Mühltores besteht aus unregelmäßig behauenen Natursteinen. Das Tor wird von einem Satteldach mit roten Ziegeln bedeckt. Charakteristisch für das Mühltor sind die Spitzbögen aus handgestrichenen Ziegeln, die auf robusten Granitpfeilern ruhen. 
Im Dreißigjährigen Krieg, insbesondere im Jahr 1620, spielte das Tor eine entscheidende Rolle. Es ermöglichte den städtischen Truppen den Zugang zur an der Spree gelegenen Ratsmühle, die gegen angreifende sächsische Truppen verteidigt werden konnte.
Historisch gesehen war das Mühltor ein wichtiger Verkehrsknotenpunkt, durch den nahezu alle Transporte aus westlicher Richtung in die Stadt gelangten. Ein Torwächter schloss das Tor abends um 21:30 Uhr und öffnete es am nächsten Morgen wieder. Im Obergeschoss des Mühltors befand sich die Wächterstube des Torwächters. Diese Funktion des Torwächters wurde erst 1835 abgeschafft. Heute befindet sich im Obergeschoss des Mühltores eine Räumlichkeit, die für Vorträge und Ausstellungen genutzt wird.